# 安蒂瓜
安蒂瓜（西班牙語：Antigua），是西班牙加那利群岛拉斯帕尔马斯省的一个市镇，位于富埃特文图拉岛的东部。总面积250.57平方公里，总人口11948人（2018年），人口密度48人/平方公里。

## 图集

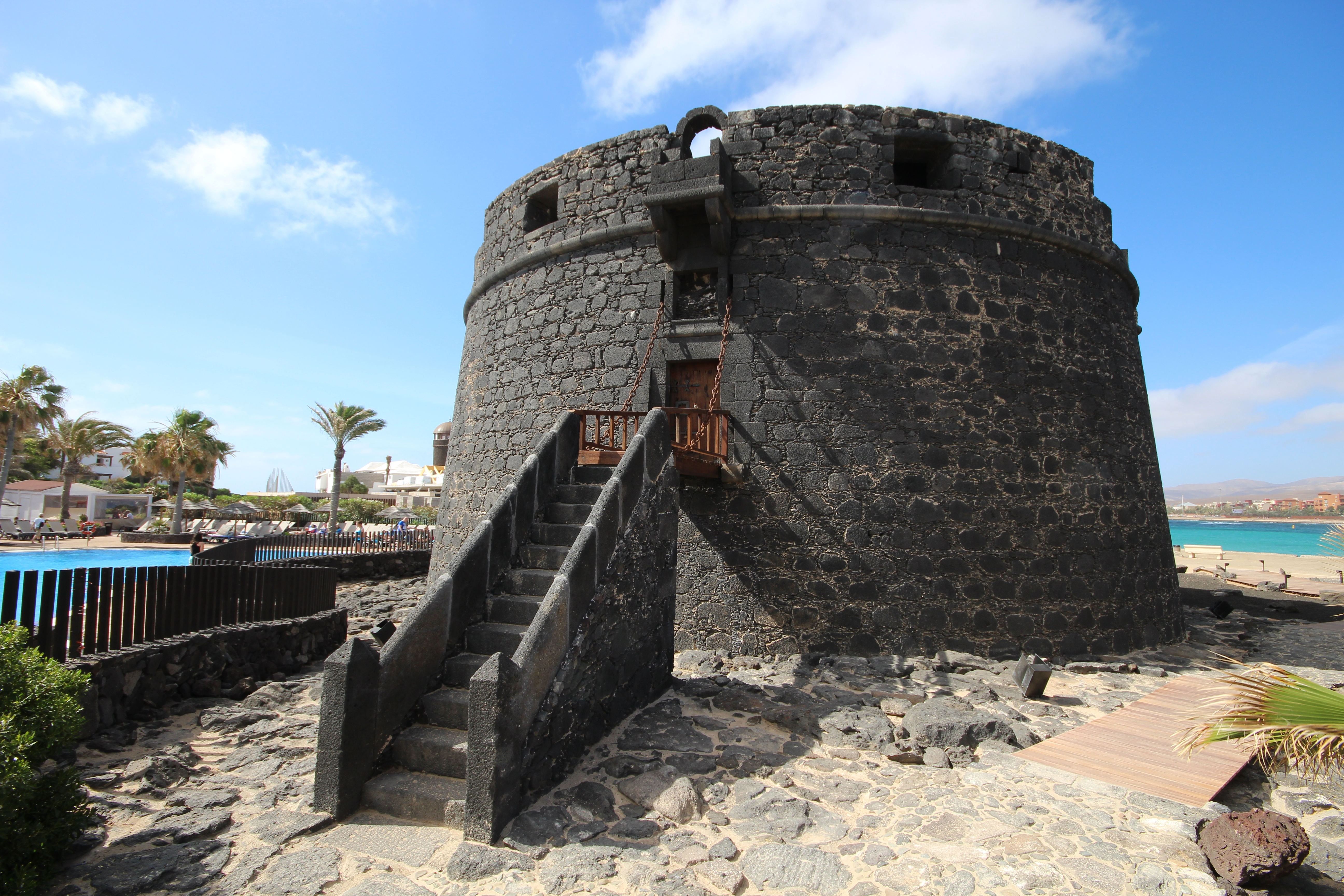
古堡
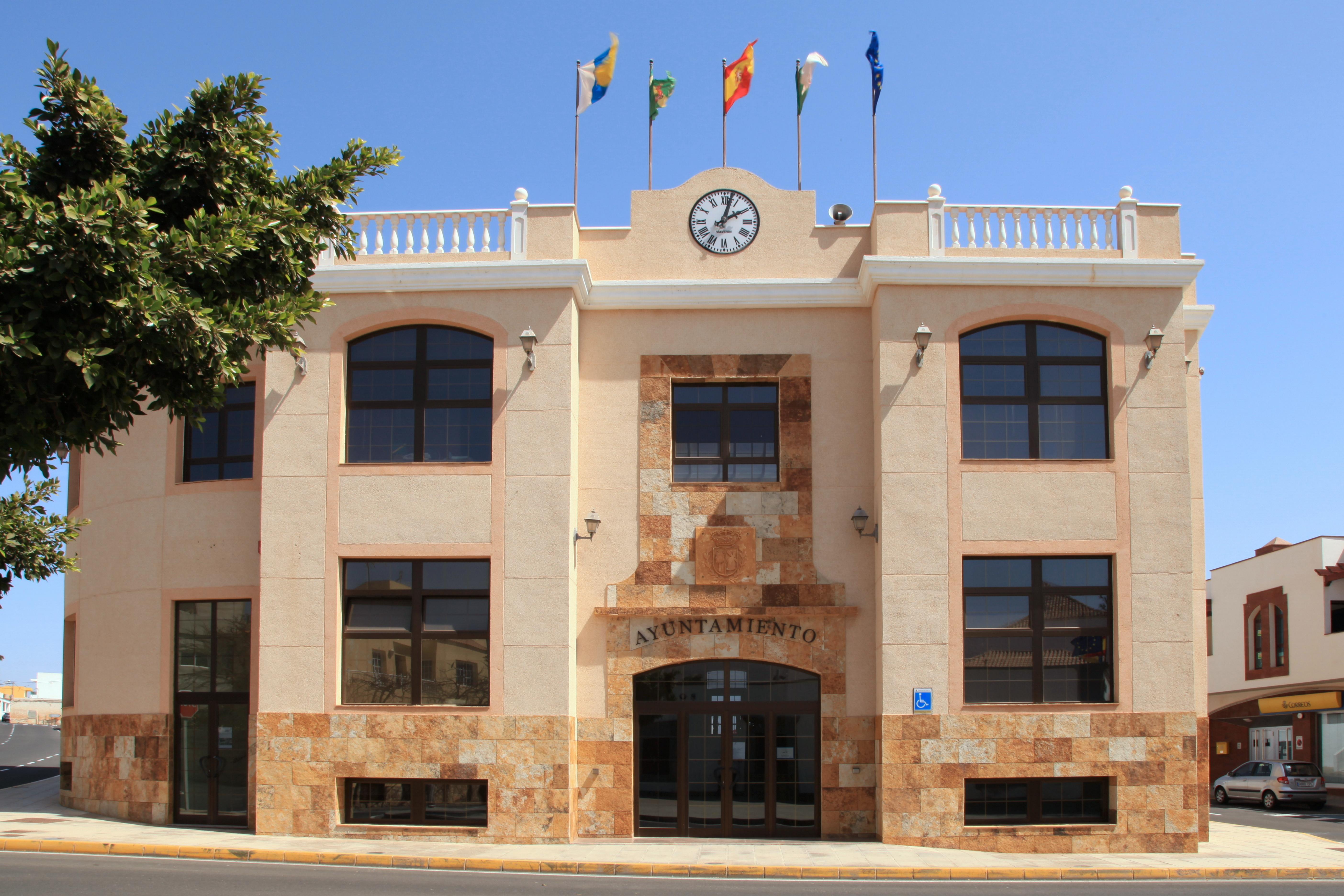
市政厅
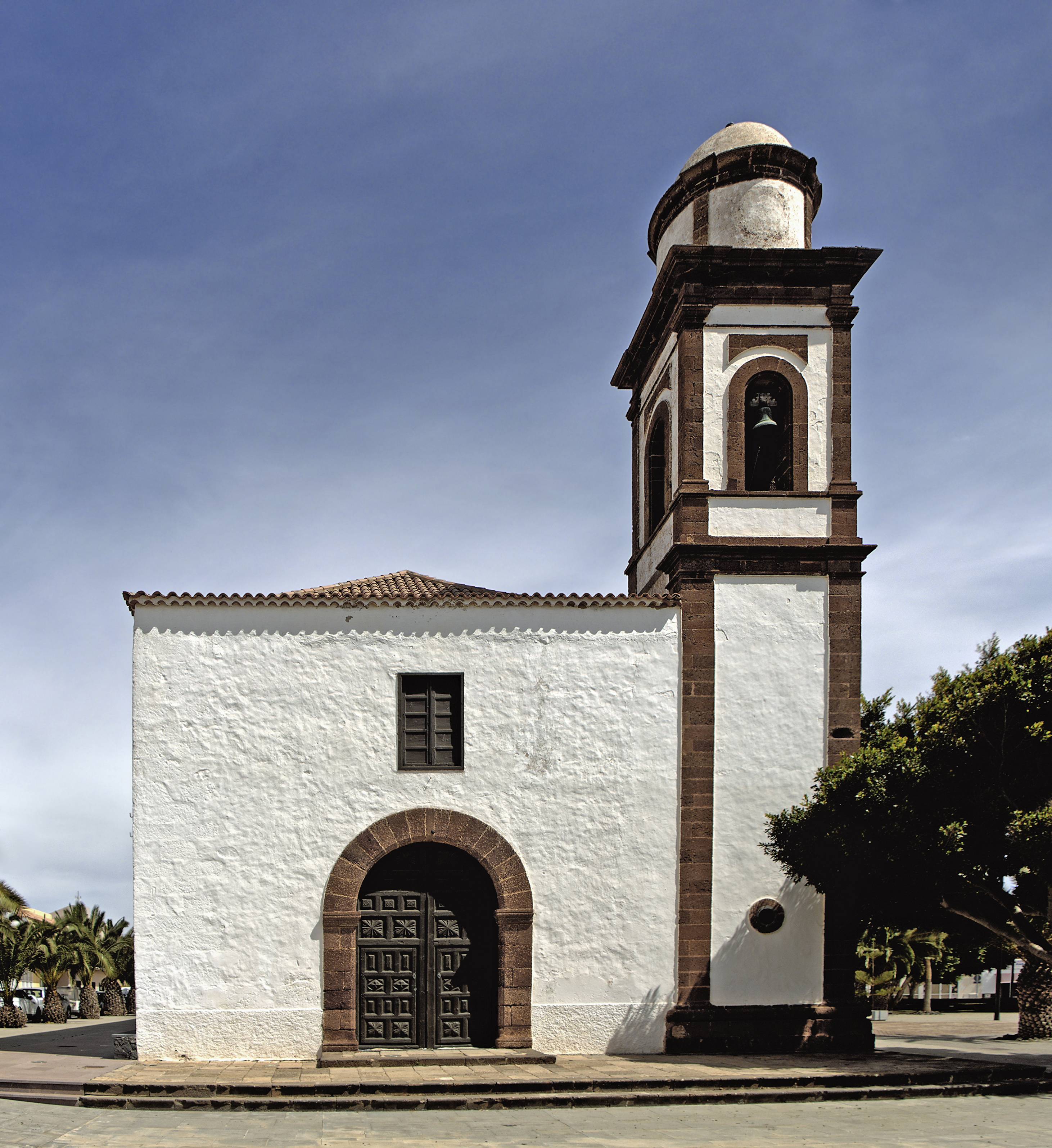
教堂
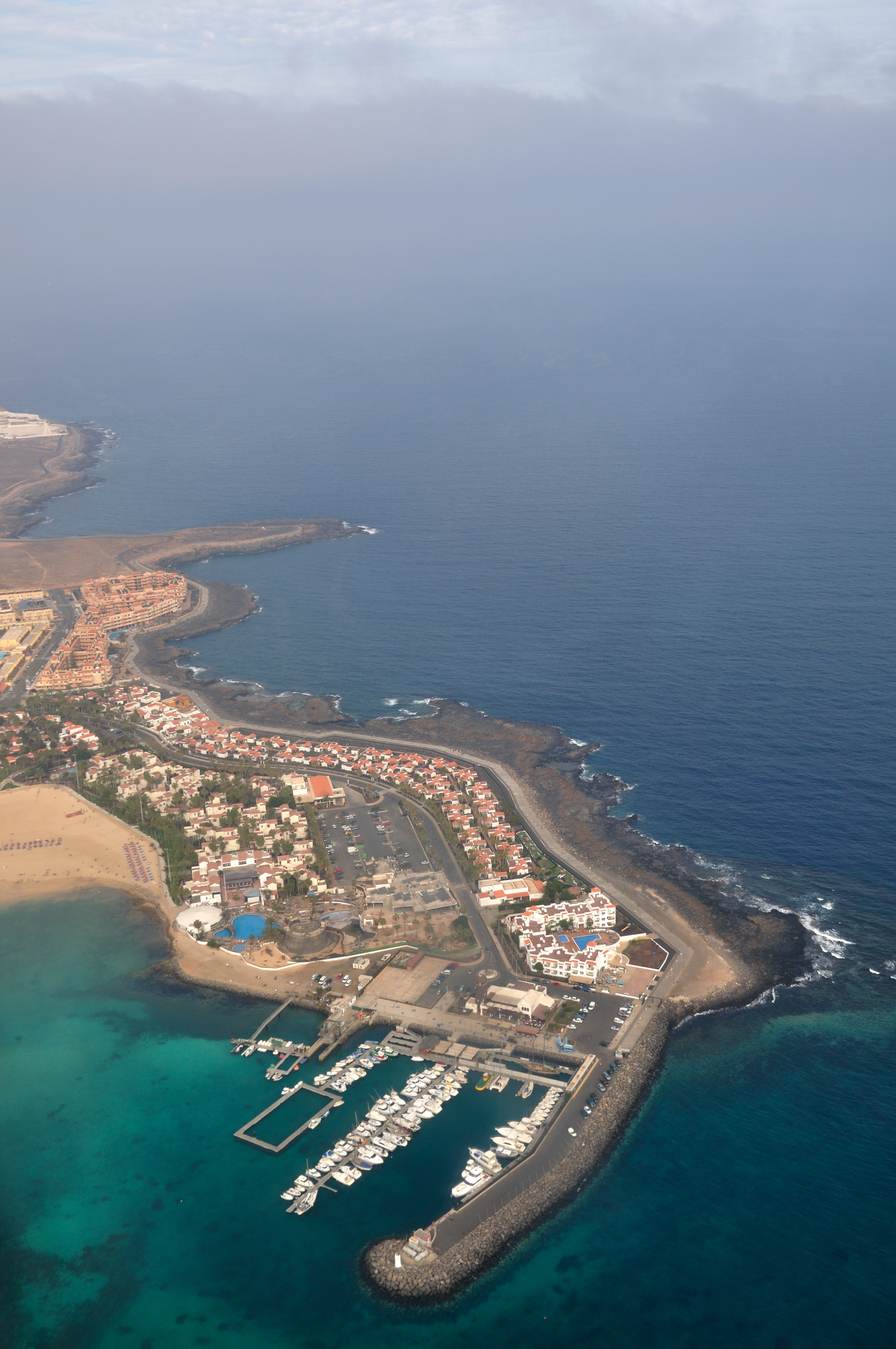
港口